# Torre Rufina
La Torre Rufina és una antiga fortificació, molt modificada i que ha perdut qualsevol valor defensiu, emmarcada avui dia entre el Carrer dels Alemanys i la Plaça de Sant Domènec del Barri Vell de Girona.
El seu nom podria venir d'un prefecte romà del s. III dC dit Rufí. L'estructura exterior actual és del s. XI per reforçar la ciutat de cara a Almansor. El 1190 el Capítol adquireix l'illa cases.
És una torre de força alçada, de secció quadrada. Base atalussada de pedra poc treballada. Té algunes obertures: dos balcons i una finestra. La torre es clou amb ràfec de teules. Pel costat de la pujada als Alemanys hi ha la porta que dona nom a la torre i que és d'origen romà, i que conserva, al seu interior, tota la portalada romana. Al seu costat hi ha un llenç de pedres sorrenques romanes (unes 9 o 10 filades de diferents mides). Aquestes filades es reparteixen i en un tors més llarg, pel costat de la plaça i com continuació de la torre. Actualment està unida a Can Porcalla.